# 福岡県立宇美商業高等学校
福岡県立宇美商業高等学校（ふくおかけんりつうみしょうぎょうこうとうがっこう）は、福岡県糟屋郡宇美町井野にある公立商業高等学校。通称：宇美商　(うみしょう)

## 沿革
- 1962年（昭和37年） - 開校。
- 1971年（昭和46年） - 情報処理科を設置。
- 1990年（平成2年） - 商業科1学級減、国際経済科を設置。
- 1996年（平成8年） - 専門進学コース新設。
- 2008年（平成20年） - 国際ビジネス科および総合ビジネス科の専門進学コースを廃止（2008年の3年生《44期生》までは、総合ビジネス科3クラス、ビジネス情報科2クラス、国際ビジネス科1クラスの1学年6クラスであった）。総合ビジネス科3クラス、情報ビジネス科2クラス（1クラス減）の1学年5クラスとなる。

## 設置学科
全日制課程
- 総合ビジネス科
- ビジネス情報科

## 校歌
- 作詞: 井田誠一
- 作曲: 吉田正

## 通学区域
福岡県内全域。

## 交通アクセス
- JR香椎線: 宇美駅
- 西鉄バス: 赤井手バス停

## 出身者
- 平山夢 - プロボクサー
- 安川茂伸 - 宇美町長[1]